# Embrikstrandia bicolor
Embrikstrandia bicolor là một loài bọ cánh cứng trong họ Cerambycidae.